# Veliki ditrigonalni ikozidodekaeder
| Veliki ditrigonalni ikozidodekaeder          | Veliki ditrigonalni ikozidodekaeder                  |
| -------------------------------------------- | ---------------------------------------------------- |
|                                              |                                                      |
| Vrsta                                        | uniformni zvezdni polieder                           |
| Elementi                                     | F = 32, E = 60, V =20 ({\displaystyle \chi \,} = -8) |
| Stranske ploskve po stranicah                | 20{3}+12{5}                                          |
| Wythoffovi simboli                           | 3 \|3 5 3 \| 3/2 5 3\| 3 5/4 3/2 \| 3/2 5/4          |
| Simetrijska grupa                            | Ih, [5,3], *532                                      |
| Bowerjeva okrajšava                          | Gidtid                                               |
| Sklici                                       | U47, C61, W87                                        |
| veliki triambski ikozaeder (dualni polieder) | ((3.5)3)/2 slika oglišč                              |

Veliki ditrigonalni ikozidodekaeder je neuniformni zvezdni polieder z oznako (indeksom) U47.
Polmer  njegove očrtane krožnice je enak {\displaystyle {\frac {\sqrt {3}}{2}}} kratni dolžini roba .   
To pa je tudi vrednost, ki pripada  kocki.

## Sorodni poliedri
Njegova konveksna ogrinjača je pravilni dodekaeder. Razen tega ima razvrstitev robov enako kot mali ditrigonalni ikozidodekaeder, ki ima skupne trikotne stranske ploskve in ditrigonalni dodekadodekaeder, ki pa ima skupne petkotne stranske ploskve ter pravilni sestav petih kock.
| mali ditrigonalni ikozidodekaeder | veliki ditrigonalni ikozidodekaeder | Ditrigonalni dodekadodekaeder |
| dodekaeder (konveksna ogrinjača)  | sestav petih kock                   |                               |